# Qurtulush Yolida
Qurtulush Yolida (uigurisch قۇرتۇلۇش يولیدا; "Auf dem Weg zur Erlösung"), auch bekannt als Qurtulush Marshi (uigurisch قۇرتۇلۇش مارشى; "Marsch der Erlösung"), ist ein patriotisches Lied der Uiguren, das als Nationalhymne der Islamische Republik Ostturkestan diente und als De-facto-Hymne der Ostturkestanischen Regierung im Exil dient. Das Lied wurde 1933 von Mehmet Ali Tevfik geschrieben. In der Volksrepublik China wird dieses Lied als verfassungsfeindliches Symbol angesehen und die Verwendung außerhalb von "pädagogischen oder künstlerischen Kontexten" wird als eine Straftat angesehen.

## Text
Uigurischer Text

قۇرتۇلۇش يولىدا سۇدەك ئاقتى بىزنىڭ قانىمىز

سەن ئۈچۈن ئەي يۇرتۇمىز، بولسۇن فىدا بۇ جانىمىز

قان كەچىپ ھەم جان بەرىپ، ئاخىر قۇرتۇلدۇردۇق سەنى

قۇرتقۇزۇشقا قەلبىمىزدە بار ئىدى ئىمانىمىز

يۇرتۇمىز بىز يۈز-كۆزۈڭنى قان بىلەن پاكىزلەدۇق

ئەمدى ھىچ كىرلەتمەگەيمىز، چۈنكى تۈركتۇر نامىمىز

يارۇ ھەمدەم بولدى بىزنىڭ ھىممەتىمىز سەن ئۈچۈن

دۇنيانى سوراغان ئىدى ھىممەت بىلەن ئەجدادىمىز

ئاتالارنىڭ جەڭلىرى ئۆچمەيدۇ تارىخ بەتىدىن

نەسلى قالدى جەڭگاۋەر، بىز ئۇنىڭ ئەۋلادى بىز

چىقتى جان ھەم ئاقتى قان، بولدى ياۋدىن ئەل ئامان

ياشىسۇن ھىچ ئۆلمىسۇن گۈزەل ئىستىقبالىمىز

ياشىسۇن، مىڭ ياشىسۇن، پارلانسۇن ئىستىقبالىمىز
Übersetzung ins Deutsche

Unser Blut floss wie Wasser auf dem Weg zur Erlösung,

unsere Heimat haben wir für sie geopfert

Durch Blutvergießen, durch Sterben haben wir dich gerettet,

Wir hatten Vertrauen in unseren Herzen für die Erlösung.

 

Es ist gut, unsere Barmherzigkeit gilt dir,

Unsere Vorfahren beherrschten die Welt.

Meine Heimat, wir haben dich mit Blut gereinigt,

Wir verschmutzen nicht mehr, weil unser Ruf türkisch ist.

 

Atilla, Cengiz, Timur ließen die Welt erzittern,

Wir, die wir Blut spenden und Ruhm empfangen, sind ihre Kinder.

Wir starben, unser Blut vergoss, wir nahmen Rache am Feind

Lang lebe, möge unsere Zukunft hell erstrahlen.